# San Antonio Suchitepéquez
San Antonio Suchitepéquez è un comune del Guatemala facente parte del dipartimento di Suchitepéquez.
Il comune venne istituito il 16 giugno 1954.